# Казієв Заур Мауладинович
Заур Мауладинович Казієв (рос. Заур Мауладинович Казиев; нар. 30 серпня 1983, Моздок, Північна Осетія, РРФСР — 18 грудня 2024, Україна) — російський футболіст (півзахисник та нападник) і військовик. Учасник російського вторгнення в Україну, в ході якого загинув.

## Життєпис
Розпочинав свою кар'єру у «Моздоці». 2006 року в складі владикавказького «Спартака» здобув перемогу у Другому дивізіоні в зоні «Південь». З 2007 по 2008 рік провів у Вищій лізі Латвії за «Дінабург». Після повернення до Росії грав за декілька клубів Другого дивізіону. З 2015 по 2016 років форвард у складі фейкової «ТСК-Таврії» виступав у так званій «кримській Прем'єр-лізі». Наприкінці кар'єри захишав кольори декількох аматорських колективів.
Після завершення футбольної кар'єри приєднався до російських окупаційних військ і взяв участь у  вторгненні в Україну. Загинув 18 грудня 2024 при виконанні бойового завдання в «зоні спеціальної воєнної операції». Похований 19 грудня в селі Кізлярі Моздоцького району. 3 квітня 2025 пам'ять Казієва вшанували під час конгресу УЄФА, проти чого заявила протест Українська асоціація футболу.

## Досягнення
- Другий дивізіон (зона «Південь»)
  -  Чемпіон (1): 2006

- Кубок ПФЛ
  -  Фіналіст (1): 2006